# Scapania ciliata
Scapania ciliata là một loài rêu tản trong họ Scapaniaceae. Loài này được Sande Lac. miêu tả khoa học lần đầu tiên năm 1867.